# Isoperla goertzi
Isoperla goertzi és una espècie d'insecte plecòpter pertanyent a la família dels perlòdids.

## Hàbitat
En el seu estadi immadur és aquàtic i viu a l'aigua dolça, mentre que com a adult és terrestre i volador.

## Distribució geogràfica
Es troba a Europa: Bèlgica, Alemanya, França, Luxemburg, Polònia, Romania, Txèquia i Eslovàquia.